# 3303 Merta
A 3303 Merta (ideiglenes jelöléssel 1967 UN) a Naprendszer kisbolygóövében található aszteroida. Luboš Kohoutek fedezte fel 1967. október 30-án.